# 미련 (드라마)
《미련》은 1982년 7월 17일부터 같은 해 10월 17일까지 방영된 문화방송 주말연속극으로, 이혼한 중년부부가 파란곡절 끝에 재결합하는 내용을 다룬 본격 멜로드라마이다.

## 줄거리
하찮은 감정이 쌓이고 쌓여 성격 차이라는 명분으로 합의이혼한 30대 후반의 윤호원하고 서른 살의 강연희는 딸의 공동양육으로 팽팽한 대립각 상태에 있다.
서른 살의 선우태준은 대학생인 주혜보다는 완숙한 강연희에게 매료된다.
이혼 후 생활의 활기를 잃은 외과의사인 윤호원은 주위사람들의 권유로 이혼하여 조그마한 식당을 운영하고 있는 김소효를 만나게 된다.
주위사람들은 두 사람을 결혼을 시키려 노력하지만 실패로 돌아간다.
결국 윤호원은 모든 것을 정리하고 딸의 양육권도 강연희에게 주고 이민을 떠나려 결심한다.
두 사람은 여러 진통을 겪은 후에 서로의 가치관을 재발견하는 도화선이 되어 재결합하게 된다.

## 등장 인물
- 이정길(윤호원)
- 이미숙(강연희)
- 이덕화(선우태준)
- 김해숙(김소효)
- 남능미, 신충식, 김기일, 이민영, 김영옥, 엄유신, 최명길, 신국, 장보규, 임영규, 홍은성, 홍진희, 정은숙

## 편성 변경(1982년)
- 7월 24일 : 프로야구 〈MBC청룡 VS OB베어스〉 중계방송으로 앞당겨 저녁 6시 10분부터 방영
- 9월 4일 : MBC 대학가요제 방송으로 앞당겨 저녁 6시 10분부터 방영
- 10월 9일 : 프로야구 코리안시리즈 4차전 〈OB베어스 VS 삼성라이온즈〉 중계방송으로 앞당겨 저녁 6시 40분부터 방영
- 10월 10일 : 특집 MBC 권투 WBC 세계주니어프라이급 타이틀전 〈김성남 VS 도까시끼〉 중계방송으로 앞당겨 저녁 6시 10분부터 방영
- 10월 17일 : 아시아청소년농구여자 결승리그 〈한국 VS 중국〉 중계방송으로 앞당겨 오후 5시 50분부터 방영